# Vratislav Havlík (politolog)
Vratislav Havlík (* 25. ledna 1985 Prostějov) je český politolog, publicista, vysokoškolský pedagog a odborník na Evropskou unii.

## Život
Narodil se v lednu 1985 v Prostějově. V roce 2009 získal magisterský titul v oboru evropská studia na Fakultě sociálních studií Masarykovy univerzity. V roce 2011 poté získal magisterský titul na téže fakultě také v oboru mediální studia a žurnalistika a ještě v roce 2013 získal také titul Ph.D. v oboru evropská studia. V letech 2012 až 2013 pracoval jako odborný pracovník Mezinárodního politologického ústavu Masarykovy univerzity. V roce 2013 začal pracovat jako odborný asistent na Katedře mezinárodních vztahů a evropských studí FSS MU. V roce 2019 začal působit ve fakultním akademickém senátu. Předtím působil v letech 2015 až 2016 a poté opět od rok 2018 jako člen disciplinární komise fakulty a v letech 2015 až 2017 jako člen stipendijní komise pro zahraniční výjezdy FSS MU. V roce 2021 se habilitoval v oboru politologie a na katedře mezinárodních vztahů tak začal působit jako docent.
Odborně se zaměřuje na témata evropské integrace, evropeizaci politických systémů a geograficky dále na oblast Střední Evropy, a to specificky na Německo, Slovensko a Maďarsko. V souvislosti se svým odborným zaměřením se opakovaně vyjadřoval v různých médiích. V roce 2011 absolvoval v Německu stáž, konkrétně v Mnichově.